# Leo (astrología)
En astrología, Leo (♌︎)  es el quinto signo del zodíaco, el tercero de naturaleza positiva y el segundo de cualidad fija. Simboliza la fuerza de la vida y su símbolo representa la melena del león. Pertenece junto a Aries y Sagitario al elemento fuego. Está regido por el Sol. Su signo opuesto y complementario es Acuario. Manilio dice que el dios que tutela este signo es Júpiter (junto con Cibeles) y que Leo rige los costados y la espalda.
Es uno de los cuatro signos de naturaleza fija del zodiaco junto a Tauro, Escorpio y Acuario.

## Duración del signo
En la astrología tropical, basada en la división en doce partes iguales de 30 grados de la eclíptica, se considera que alguien es del signo Leo cuando nace alrededor del 24 de julio hasta alrededor del 23 de agosto de cada año. Estas fechas varían en función al huso horario del lugar de nacimiento y la fecha del inicio del año astrológico de cada año, dado por el momento del equinoccio de marzo o punto Aries. Debido a eso, algunos años las fechas que definen el periodo que corresponde a Leo pueden variar y ser:
- el 22 de julio y 22 de agosto[12]
- el 22 de julio y 23 de agosto[1]
- el 23 de julio y 23 de agosto[13]
- el 23 de julio y 24 de agosto.[14]

Para el año 2024, el signo de Leo inicia el 22 de julio a las 07:44 horas en UTC+0, por lo que la fecha de inicio del signo se mantendrá para las personas que residen en territorios cuyas zonas horarias van de UTC-7 a UTC+13, mientras que para las personas que residen en territorios cuyas zonas horarias van de UTC-8 a UTC-12 Leo inicia el 21 de julio.
En la astrología sideral, basada en el tránsito del Sol sobre las constelaciones, se considera que alguien es de signo Leo cuando nace entre el 15 de agosto y el 15 de septiembre.

## Historia y mitología
Fueron los babilonios quienes asociaron la constelación (conocida ahora como la constelación de Leo) al león (en acadio: urgula). Es el escritor y general romano Germánico quien en el siglo I d. C., al hacer una traducción libre del Phainomena de Arato, asocia el símbolo del león al león mítico de Nemea (Hinc Nemaeus erit iuxta Leo).
El catasterismo del León tiene dos variantes: 
- La primera versión, menos conocida, nos dice simplemente que fue puesto entre las estrellas porque el león se le considera el rey de las bestias y acaso fue Zeus el responsable.[20]
- Eratóstenes afirma que la primera prueba de Heracles era digna de ser recordada, pues, por afán de gloria, solo a este no lo mató con ayuda de armas sino que lo asfixió estrechándolo entre sus brazos. De ello habla Pisandro de Rodas. Por este motivo llevaba puesta su piel, convencido de que había realizado un hecho memorable. Este es el león que mató en Nemea.[21]